# صاعقه (موشک)

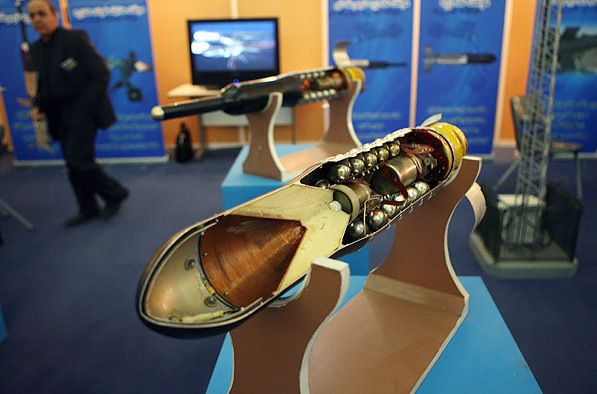
نمایی از موشک صاعقه (۱و۲) در نمایشگاه تسلیحات «سی امین سالگرد انقلاب اسلامی» - بهمن ۱۳۸۷

صاعقه (یا صاعقه ۱ و ۲) یک موشک کوتاه برد سطح به سطح ساخت جمهوری اسلامی ایران که نمونه الگو برداری از موشک ام۴۷ دراگون ساخت ایالات متحده آمریکا است و قابلیت شلیک شدن از روی پهپاد هم دارد. برد این موشک، بین ۸ تا ۲۵ کیلومتر است و یک موشک ضد زره می‌باشد.

## تاریخچه
اولین سیستم، صاعقه-۱، نسخه‌ای مهندسی معکوس‌شده از موشک هدایت‌شونده با سیم آمریکایی M47 Dragon است که در سال ۲۰۰۱ معرفی شد. به نظر می‌رسد که تولید آن از سال ۲۰۰۲ آغاز شده باشد. ایران بعدها صاعقه-۲ را با سر جنگی دومرحله‌ای برای مقابله با زره‌های واکنشی انفجاری و صاعقه-۴ را با کلاهک حرارتی معرفی کرد. وزن موشک صاعقه-۱ حدود ۶.۱ کیلوگرم است و توانایی نفوذ در زره‌هایی با ضخامت تا ۵۰۰ میلی‌متر را دارد. موشک صاعقه-۲ با وزن ۷.۴ کیلوگرم دارای سر جنگی دومرحله‌ای بوده و می‌تواند تا ۷۶۰ میلی‌متر زره را نفوذ کند. برد موشک‌های صاعقه-۱ و صاعقه-۲ بین ۵۰ تا ۱۰۰۰ متر است.
با وجود اینکه موشک‌های هدایت‌شونده ضدتانک صاعقه عملاً منسوخ شده‌اند، اما به سوریه، حزب‌الله و شبه‌نظامیان شیعه در عراق صادر شده‌اند. موشک‌های صاعقه-۱ و صاعقه-۲ تا سال ۲۰۱۱ در حال تولید و استفاده بودند، اما به صورت گسترده‌ای مورد استفاده قرار نگرفتند. این موشک‌ها به دلیل سختی در هدف‌گیری، در خدمت نیروهای ایرانی به نظر می‌رسد که محدود به سپاه پاسداران و نیروهای واکنش سریع باشد.
در سال ۲۰۰۶، ایران یک موشک زمین‌به‌زمین کوتاه‌برد کاملاً غیرمرتبط با مدل‌های پیشین، به نام صاعقه، آزمایش کرد. برد این موشک بین ۸۰ تا ۲۵۰ کیلومتر است.

## سایر تسلیحات با نام صاعقه
صاعقه نامی است که به حداقل هشت سیستم تسلیحاتی کاملاً متفاوت ایرانی اطلاق می‌شود و شامل: یک کلاهک برای راکت‌انداز RPG، خانواده‌ای از موشک‌های هدایت‌شونده ضدتانک، یک موشک زمین‌به‌زمین، خانواده‌ای از پهپادهای هدف، یک موشک هوا‌به‌هوا، یک پهپاد ادعاشده با قابلیت پنهان‌کاری، یک جت جنگنده و یک موشک کروز ضدکشتی است. ایران تحت نام صاعقه، کلاهکی برای راکت‌اندازهای RPG-7 طراحی کرده است. نام صاعقه همچنین برای اشاره به یک پهپاد هدف (که در دو مدل صاعقه-۱ و صاعقه-۲ تولید شده) و یک موشک هوا‌به‌هوا به کار می‌رود. در سپتامبر ۲۰۱۶، خبرگزاری نیمه‌رسمی تسنیم گزارش داد که پهپادی به نام صاعقه که شباهت‌هایی به پهپاد جاسوسی آمریکایی RQ-170 Sentinel دارد، ساخته شده است. گفته شد که این پهپاد توانایی حمل چهار بمب هدایت‌شونده دقیق را دارد، اما برد آن ذکر نشد. گفته می‌شود ایران این پهپاد RQ-170 را در سال ۲۰۱۱ تصاحب کرده است. علاوه بر این، نام صاعقه برای اشاره به جنگنده تولید محدود HESA Saeqeh و موشک کروز ضدکشتی صاعقه نیز استفاده می‌شود.